# Рыжегрудая зонотрихия
. 
Рыжегрудая зонотрихия (лат. Zonotrichia capensis) — 
вид воробьиных птиц из семейства Passerellidae. Выделяют 28 подвидов.

## Распространение
Встречаются от крайнего юга Мексики почти до южной оконечности Южной Америки, а также на Гаити.
В зависимости от региона, могут обитать на очень разных высотах над уровнем моря.
Вокализация этих птиц разнообразна и зависит от места обитания популяции. Существуют диалекты.
МСОП присвоил виду статус «Вызывающие наименьшие опасения» (LC).